# Lune Forest
Lune Forest är en skog i Storbritannien.   Den ligger i riksdelen England, i den centrala delen av landet, 400 km norr om huvudstaden London. Arean är 6 333 kvadratkilometer.